# Hemiprotaetia isarogensis
Hemiprotaetia isarogensis är en skalbaggsart som beskrevs av Moser 1917. Hemiprotaetia isarogensis ingår i släktet Hemiprotaetia och familjen Cetoniidae. Inga underarter finns listade i Catalogue of Life.